# Карвер (Міннесота)
Карвер (англ. Carver) — місто (англ. city) в США, в окрузі Карвер штату Міннесота. Населення — 5829 осіб (2020).

## Географія
Карвер розташований за координатами 44°45′13″ пн. ш. 93°38′19″ зх. д. / 44.75361° пн. ш. 93.63861° зх. д. (44.753601, -93.638651).  За даними Бюро перепису населення США в 2010 році місто мало площу 10,81 км², з яких 10,35 км² — суходіл та 0,46 км² — водойми. В 2017 році площа становила 11,37 км², з яких 10,95 км² — суходіл та 0,41 км² — водойми.

## Демографія
Згідно з переписом 2010 року, у місті мешкали 3724 особи в 1182 домогосподарствах у складі 984 родин. Густота населення становила 345 осіб/км².  Було 1236 помешкань (114/км²).
Расовий склад населення:
| - 89,8 % — білих - 6,3 % — азіатів - 1,0 % — чорних або афроамериканців - 0,2 % — корінних американців |

До двох чи більше рас належало 2,3 %. Частка іспаномовних становила 2,0 % від усіх жителів.
За віковим діапазоном населення розподілялося таким чином: 36,1 % — особи молодші 18 років, 60,4 % — особи у віці 18—64 років, 3,5 % — особи у віці 65 років та старші. Медіана віку мешканця становила 31,7 року. На 100 осіб жіночої статі у місті припадало 102,1 чоловіків;  на 100 жінок у віці від 18 років та старших — 102,0 чоловіків також старших 18 років.
Середній дохід на одне домашнє господарство  становив 130 141 долар США (медіана — 113 571), а середній дохід на одну сім'ю — 141 185 доларів (медіана — 123 657). Медіана доходів становила 70 152 долари для чоловіків та 55 263 долари для жінок. За межею бідності перебувало 0,8 % осіб, у тому числі 0,0 % дітей у віці до 18 років та 0,5 % осіб у віці 65 років та старших.
Цивільне працевлаштоване населення становило 2304 особи. Основні галузі зайнятості: освіта, охорона здоров'я та соціальна допомога — 20,7 %, науковці, спеціалісти, менеджери — 13,7 %, виробництво — 12,8 %.